# Mediaserv
Mediaserv était un fournisseur d'accès à Internet français ultramarin. Les offres étaient disponibles pour les départements et collectivités d'outre-mer suivants : Guadeloupe, Martinique, Guyane française, Saint-Barthélemy, Saint-Martin et La Réunion.

## Historique
À l'origine, Mediaserv a repris le réseau de Cegetel en 2001.

La société appartenait au holding Loret jusqu'en juin 2013 où elle tombe dans l'influence du groupe Canal+.
Annoncé en juin 2013 après validation de l'Autorité de la concurrence, le 10 février 2014 Canal+ Overseas (Groupe Canal+) acquiert 51 % de Mediaserv au Groupe Loret.
Les offres Mediaserv ne sont plus commercialisés depuis le 13 avril 2014, remplacés par Canalbox.

## Caractéristiques techniques de la Box Mediaserv
Les Box Mediaserv sont des Sagem FAST 3304 ou 3504.
- 2 ports téléphone : Phone 1 / Phone 2 (ivoire)
- 1 port ADSL 2+ (gris)
- 2 ports Ethernet RJ45 PC : ETH1 et ETH2 (jaune)
- 2 ports Ethernet TV : ETH3 et ETH4 (orange)
- 1 port USB 1
- Connexion filaire ou sans fil (WiFi 802.11 b/g) à l’ordinateur
- Possibilité de connexion en CPL (vendu séparément)
- Fonction routeur
- Fonction pare-feu

## Services
La Box de Mediaserv est une offre triple-play proposant :
- Accès à Internet :
  - Internet illimité jusqu'à 20 méga
  - WiFi
  - Contrôle parental
  - Une messagerie de 100mo
  - Une adresse email Mediaserv + 4 adresses liées
- Téléphone :
  - Sans abonnement téléphonique
  - Téléphonie illimitée vers 53 destinations et les appels vers les mobiles locaux et métropole en fonction du forfait choisi (soir et WE ou 24H/24).
  - Messagerie vocale, affichage du numéro, double appel, restriction d'appel
- Télévision :
  - Un bouquet basique de 41 chaînes de télévision (location du décodeur TV à 5 € par mois)
  - Image et son en qualité numérique,
  - Quelques chaînes métropolitaines
  - Liste des chaînes de Mediaserv